# Borghetto (San Martino di Lupari)
Borghetto (Borghéto in veneto) è una località divisa tra i comuni italiani di San Martino di Lupari, Villa del Conte e Santa Giustina in Colle, tutti in provincia di Padova; ufficialmente però la frazione Borghetto è parte del comune San Martino di Lupari. L'omonima parrocchia dipende dalla diocesi di Treviso, vicariato di Castello di Godego. 

## Storia
Probabilmente la fondazione di Borghetto, villaggio che anticamente era denominato Scandolara (da scandola, cioè scaglia o tavola di legno, per la presenza di boschi da cui venivano ricavate le tegole per la copertura dei tetti), si deve all'abbondanza d’acqua presente nel territorio che lo caratterizza: il paese infatti si trova sulla fascia delle risorgive che funge da spartiacque fra l'alta pianura permeabile e la bassa pianura impermeabile. La particolare conformazione geo fisica di Borghetto ha fatto sì che questo luogo anticamente diventasse un crocevia di importanti arterie di comunicazione e tappa di pellegrinaggi sull’asse da e verso Roma, permettendo interscambi commerciali e culturali fino a fare dell’abitato un tassello importante del processo di romanizzazione della zona.

## Monumenti e luoghi d'interesse
La piccola chiesa di San Massimo di Borghetto, al confine fra i tre comuni, facente parte del comune di Villa del Conte, è un gioiellino del X secolo, testimone di una storia assai più lunga. Al suo interno ospita un museo che conserva due interessanti rilievi longobardi (un Agnello crucifero e un Orante) e materiali lapidei di epoca romana rinvenuti nella zona. L’esterno, come l’interno, è assai semplice: non intonacato, consente di ammirare la tecnica edilizia in mattoni (alcuni dei quali risalgono all’età romana) e fasce di ciottoli di fiume. Il Comitato Tutela e Salvaguardia San Massimo O.N.L.U.S. si occupa della sua manutenzione, dell'apertura ai visitatori e dell'organizzazione di varie manifestazioni nei pressi dell'edificio.

## Tradizioni e folclore
Nel mese di maggio, presso gli impianti sportivi, ha luogo la Summer Crock Fest, una manifestazione in memoria di Federica Squarise,  barbaramente uccisa durante una vacanza in Spagna  a Lloret de Mar, nel 2008. L'evento, che propone intrattenimento musicale e punti ristoro, è particolarmente seguito dai giovani della zona.
Nel mese di agosto la località ospita l'Agosto Borghettano, che dal 1975 si è confermata una delle sagre paesane più amate dell'alta padovana. Si celebra in quest'occasione uno dei due santi patroni di Borghetto, San Rocco, che ricorre il 16 agosto. Da qui sono passati alcuni degli artisti più rappresentativi della canzone italiana: Orietta Berti, Rita Pavone, Al Bano e Cristina D'Avena. L'evento è organizzato dal Centro Ricreativo di Borghetto che, oltre alla suddetta sagra, propone durante il corso dell'anno varie attività sportive per la cittadinanza.